# Purba Sipinggan
Purba Sipinggan is een bestuurslaag in het regentschap Simalungun van de provincie Noord-Sumatra, Indonesië. Purba Sipinggan telt 2491 inwoners (volkstelling 2010).